# Saint-Chamant (Cantal)
Saint-Chamant (okzitanisch Sanch Amanç) ist eine französische Gemeinde mit 237 Einwohnern (Stand 1. Januar 2022) in der Region Auvergne-Rhône-Alpes (vor 2016 Auvergne). Sie gehört zum Département Cantal, zum Arrondissement Mauriac und zum Kanton Naucelles. 

## Lage
Saint-Chamant liegt etwa 20 Kilometer nördlich von Aurillac im Zentralmassiv am Fluss Bertrande. Umgeben wird Saint-Chamant von den Nachbargemeinden Saint-Martin-Valmeroux im Norden, Saint-Projet-de-Salers im Osten, Saint-Cernin im Süden sowie Saint-Cirgues-de-Malbert im Westen.

## Bevölkerungsentwicklung
| Jahr                       | 1962 | 1968 | 1975 | 1982 | 1990 | 1999 | 2008 | 2019 |
| -------------------------- | ---- | ---- | ---- | ---- | ---- | ---- | ---- | ---- |
| Einwohner                  | 528  | 491  | 410  | 332  | 329  | 280  | 264  | 242  |
| Quellen: Cassini und INSEE |      |      |      |      |      |      |      |      |

## Sehenswürdigkeiten
- Kirche Saint-Amand
- Schloss Saint-Chamant aus dem 14. Jahrhundert, Monument historique seit 1988

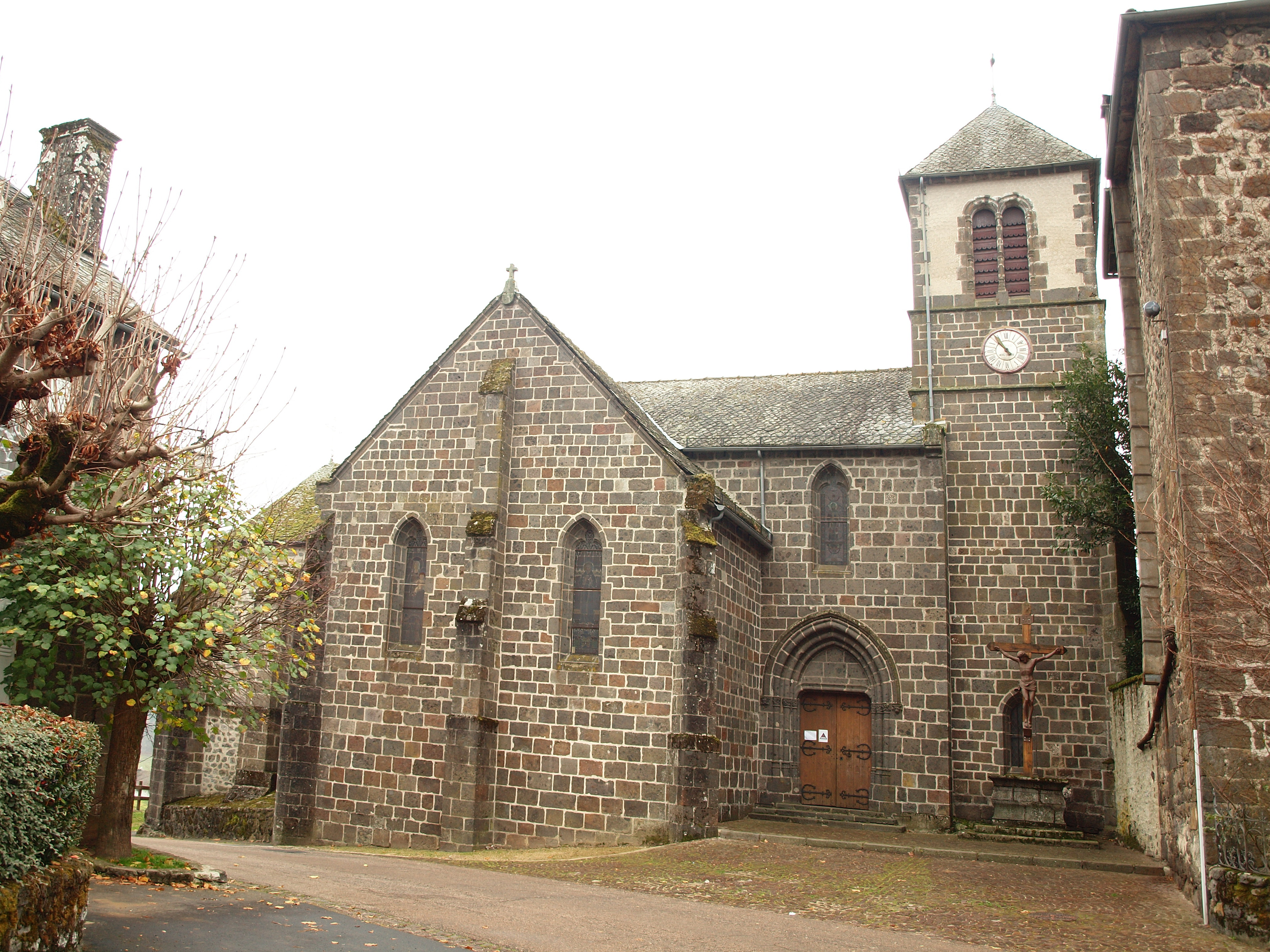
Kirche Saint-Amand